# أليساندرو دي باتيستا
أليساندرو دي باتيستا هو سياسي إيطالي، ولد في 4 أغسطس 1978 في روما في إيطاليا. نشط حزبياً في حركة النجوم الخمسة. وقد انتخب عضو مجلس النواب في الجمهورية الإيطالية ‏ عن دائرة لازيو 1 ‏ وقد انضم خلال فترته النيابية ‏ للكتلة البرلمانية حركة النجوم الخمسة وانتخب عضو مجلس النواب في الجمهورية الإيطالية ‏.